# پل میلساپ
پل میلساپ (انگلیسی: Paul Millsap؛ زادهٔ ۱۰ فوریهٔ ۱۹۸۵) بازیکن بسکتبال اهل ایالات متحده آمریکا است.
از باشگاه‌هایی که در آن بازی کرده‌است می‌توان به آتلانتا هاوکس، دنور ناگتس، و یوتا جاز اشاره کرد.